# Гонсалес, Махико
Хо́рхе Альбе́рто Гонса́лес Бари́льяс (исп. Jorge Alberto González Barillas), более известный как Ма́хико Гонса́лес (исп. Mágico González; род. 13 марта 1958 года в Сан-Сальвадоре) — профессиональный сальвадорский футболист, выступавший за клубы Сальвадора и Испании (в основном за ФАС и «Кадис»). Со сборной Сальвадора участвовал в чемпионате мира 1982 года. По версии IFFHS является лучшим футболистом в истории Сальвадора. Из-за своего характера и проблем с дисциплиной он так и не перешёл в более именитый клуб. Гонсалес выступал до 42 лет, завершив карьеру в клубе ФАС. 12 ноября 2013 года Гонсалес был включён в футбольный Зал славы в мексиканской Пачука-де-Сото.

## Ранние годы
Хорхе родился в агломерации Сан-Сальвадора в небогатой семье, его родителями были Оскар Эрнесто Гонсалес и Виктория Барильяс. Он был самым младшим из восьми детей (у него было шесть братьев и одна сестра), кроме него, в футбол на профессиональном уровне играл его старший брат Маурисио Гонсалес, который представлял Сальвадор на Олимпийских играх 1968 года.

## Карьера игрока

### Клубная карьера

#### Сальвадор
Хорхе Гонсалес начал свою футбольную карьеру в 1975 году в составе клуба АНТЕЛ (ныне не существующий клуб Национальной администрации по телекоммуникации и связи Сальвадора), где выступал в течение двух сезонов в высшей лиге чемпионата Сальвадора. В этом клубе Гонсалес получил своё прозвище. После матча между АНТЕЛ и «Агилой», который закончился со счётом 3:1 в пользу команды Гонсалеса, спортивный комментатор Росалио Эрнандес Колорадо назвал его «волшебником» (Эль Маго). Позже телекоммуникационное ведомство перестало спонсировать клуб, и Гонсалес перешёл в другой клуб высшего дивизиона, «Индепендьенте» из Сан-Висенте. Его дебют в новом клубе пришёлся на матч против «Онсе Мунисипаль». Позже Гонсалесом заинтересовался мексиканский «Леонес Негрос», скауты клуба следили за ним полторы недели, но в итоге команда отказалась покупать игрока.
В 1977 году Гонсалес перешёл в клуб высшего дивизиона ФАС из Санта-Аны, сделка обошлась в довольно большую на то время сумму — 60 тыс. колонов. В первом же сезоне со своим новым клубом Гонсалес стал чемпионом Сальвадора, а в следующем сезоне вместе с командой защитил титул. В 1979 году ФАС вышел в финал Кубка чемпионов КОНКАКАФ, где встретился с «Йонг Коломбия» с Антильских островов. После выездной ничьи 1:1 ФАС уверенно обыграл соперника на своём поле со счётом 7:1, Гонсалес оформил дубль. Однако в Межамериканском кубке ФАС уступил обладателю Кубка Либертадорес, парагвайской «Олимпии», с общим счётом 8:3. С 1981 года чемпионат Сальвадора снова стали проводить в пределах одного календарного года, в том сезоне Гонсалес третий раз стал чемпионом с ФАСом.

#### Испания
После чемпионата мира 1982 года Испании (см. Национальная сборная) Гонсалесом начали интересоваться иностранные клубы. В его услугах были заинтересованы перуанский «Университарио», гватемальские «Аурора» и «Комуникасьонес», испанские «Атлетико Мадрид» и «Кадис» и французский «Пари Сен-Жермен». Французская команда была очень близка к покупке Гонсалеса, всё было готово к подписанию контракта, но Хорхе, в конце концов, просто не пришёл на встречу. В итоге Гонсалес перешёл в «Кадис», трансфер обеспечил технический секретарь клуба Камило Лис. По условиям сделки «Кадис» должен был заплатить 7 млн песет за первый год и 12 млн в течение следующего года. В итоге ФАС выручил с продажи Гонсалеса 130 тыс. долларов, сам игрок получил 6 тысяч.
Официальный дебют Гонсалеса за «Кадис» пришёлся на матч 5 сентября 1982 года против «Реала Мурсии», который завершился вничью со счётом 1:1. Уже в этом дебютном матче Гонсалес впервые забил гол за «Кадис». Свой первый сезон в Испании футболист завершил с 15 голами в 33 матчах, а «Кадис» поднялся из Сегунды в Ла-Лигу. Свой первый матч в высшей лиге Гонсалес провёл 11 сентября 1983 года против всё той же «Мурсии», на этот раз его команда проиграла со счётом 1:3.
В Сальвадоре Гонсалеса благодаря хорошему владению мячом называли «волшебником», в Испании его прозвище несколько изменилось — Гонсалеса стали называть «магией» (Махико). В «Кадисе» Махико быстро завоевал популярность среди испанских болельщиков благодаря своей технике и зрелищным голам, однако Гонсалес также прославился своей недисциплинированностью. Хорхе привык много спать и вести активную ночную жизнь, часто посещая различные вечеринки. Но спортивные чиновники и болельщики, как правило, относились к нему снисходительно, так как Гонсалес компенсировал это хорошей игрой. Тем не менее, дело дошло до того, что клуб обратился за помощью к лидеру ФАСа, Мануэлю Армандо Монедеро, и представителю Федерации футбола Сальвадора Хосе Рамону Флоресу. Они должны были поговорить с Гонсалесом о его поведении и повлиять на него. Гонсалесу был назначен специальный клубный сотрудник, который будил его по утрам, чтобы тот посещал тренировки. Кроме того, клуб регулярно штрафовал Гонсалеса на большие суммы за поведение. Изначально клуб наказывал сальвадорца отстранением от игр, но болельщики «Кадиса» были против таких санкций, так как хотели видеть своего кумира на поле. Сам Гонсалес описал ситуацию так:

Я признаю, я не святой, я люблю ночь, и мою тягу к выпивке не устранить ни мне, ни моей матери. Я знаю, что я безответственный и плохой профессионал, возможно, трачу даром свою жизнь. Суть такова: я не люблю воспринимать футбол как работу. Этого не будет. Просто играю для удовольствия.Оригинальный текст (исп.)Reconozco que no soy un santo, que me gusta la noche y que las ganas de juerga no me las quita ni mi madre. Sé que soy un irresponsable y un mal profesional, y puede que esté desaprovechando la oportunidad de mi vida. Lo sé, pero tengo una tontería en el coco: no me gusta tomarme el fútbol como un trabajo. Si lo hiciera no sería yo. Sólo juego por divertirme.
Примечательно, что один из лучших матчей в карьере Гонсалеса напрямую связан с его недисциплинированностью. Это был полуфинал Трофея Рамона де Каррансы (предсезонного кубкового турнира в Испании), в котором «Кадис» принимал «Барселону». Хорхе не явился вовремя на игру, не смог выйти в стартовом составе и появился на поле после первого тайма, когда счёт был 3:0 в пользу каталонцев. В этой игре он забил два гола и отдал две результативные передачи, в результате чего андалузская команда выиграла со счётом 4:3.
После выбывания «Кадиса» в Сегунду в сезоне 1983/84 Хорхе начали приходить предложения от «Пари Сен-Жермена» и «Фиорентины», но он решил остаться в испанском клубе. В 1984 году тренер «Барселоны» Сесар Луис Менотти пригласил его в турне по США. Но клуб так и не подписал с ним контракт, вероятно, из-за инцидента в калифорнийском отеле, когда он активировал пожарную сигнализацию, чтобы остаться в номере наедине с девушкой.
В 1984 году у «Кадиса» поменялся тренер, на смену Драголюбу Милошевичу пришёл Бенито Хоанет, который не желал мириться с характером Гонсалеса. Во время зимнего трансферного окна сезона 1984/85 после очередного ночного кутежа и ссоры с тренером Гонсалес перешёл в «Реал Вальядолид». В новом клубе личная жизнь Гонсалеса тщательно контролировалась, Хорхе воспринимал это как преследование и покинул команду. Он пытался найти себе работу в Мексике и США, но безуспешно. В итоге в сезоне 1987/88 он предпочёл вернуться в «Кадис». По новому договору, с целью предотвратить неявку игрока на матчи, была предусмотрена поматчевая оплата в размере 700 долларов. 14 сентября 1986 года, через некоторое время после возвращения в «Кадис», Гонсалес оформил хет-трик в матче с сантандерским «Расингом», кроме него, в том матче никто не забивал.
После нескольких смен тренера в команду пришёл Виктор Эспарраго, который сумел найти подход к Гонсалесу. В сезоне 1987/88 Махико забил гол в ворота «Барселоны» на «Камп Ноу». В январе 2011 года сайт enbocadegol.com опубликовал рейтинг 50 лучших голов в истории испанской лиги, в котором этот гол занял первое место. Всего в том сезоне нападающий забил десять голов, а его клуб занял 12-е место — лучший результат в истории «Кадиса». Кроме того, в следующем сезоне клуб дошёл до полуфинала Кубка Испании, где уступил мадридскому «Реалу» с общим счётом 4:0. Однако проигранный суд об изнасиловании (см. Личная жизнь и годы после завершения карьеры) и смерть друга Гонсалеса, Камароны, негативно сказались на карьере игрока. В последние два сезона в составе «Кадиса» он забил лишь пять голов в 22 матчах. В итоге Махико покинул клуб 6 июня 1991 года в возрасте 33 лет, на поле его заменил перспективный испанец Кико. В общей сложности Гонсалес забил 58 голов (73 с учётом Кубка Испании) в 194 матчах за «Кадис», в рейтинге бомбардиров команды он уступает лишь Пако Баэне.

#### Возвращение в Сальвадор
После ухода из «Кадиса» Гонсалес получил предложение от итальянской «Аталанты», но Хорхе решил вернуться в ФАС. Болельщики надеялись, что Гонсалес поможет клубу снова завоевать чемпионство, но в сезоне 1992/93 команда проиграла в полуфинале плей-офф. В следующем сезоне клуб дошёл до финала, а через год всё-таки стал чемпионом, обыграв в финале «Луис Анхель Фирпо» с общим счётом 4:3. Это был первый чемпионский титул клуба с 1984 года. В сезоне 1995/96 ФАС защитил титул в матче с тем же соперником (2:1). Позднее команда Гонсалеса ещё дважды выходила в финал, но победить не смогла. Махико завершил карьеру в 2000 году в возрасте 42 лет, имея на счету 73 гола за ФАС, это четвёртый результат в истории команды. Клуб навсегда закрепил за ним 10-й номер.

### Национальная сборная
Гонсалес провёл свой первый матч за сборную Сальвадора 1 декабря 1976 года против команды Коста-Рики в рамках отбора к чемпионату мира 1978 года, матч завершился вничью 1:1. В отборе на Кубок наций КОНКАКАФ 1981 года Гонсалес забивал в обоих матчах против Панамы (оформив хет-трик во второй игре), а Сальвадор занял второе место в центральноамериканской зоне, уступив лишь по дополнительным показателям Гондурасу. В итоге обе команды вышли в финальную часть турнира. Фаворитом была Мексика, однако 6 ноября Сальвадор неожиданно одержал победу над более именитым соперником со счётом 1:0. Гол забил Эвер Эрнандес, но взятию ворот существенно посодействовал Гонсалес. Он обвёл нескольких соперников и пробил по воротам, вратарь дотянулся до мяча, но Эрнандес добил его в пустые ворота. В итоге первые два места, дававшие право сыграть на чемпионате мира 1982 года, заняли победители центральноамериканской зоны — Гондурас и Сальвадор соответственно. Этот чемпионат мира был всего вторым в истории сборной Сальвадора, Гонсалес сыграл во всех трёх матчах группового этапа, в том числе против Венгрии, которая обыграла Сальвадор со счётом 10:1. Не набрав ни одного очка, команда покинула турнир.
Будучи игроком «Кадиса», Гонсалес редко вызывался в сборную, за этот период он сыграл лишь шесть матчей. По возвращении в ФАС он играл за сборную в квалификации к чемпионату мира 1994 года, забивал в ворота Никарагуа, Канады и Бермуд, но успех 1982 года повторить не удалось. После 1993 года Гонсалес снова перестал вызываться в сборную, тем не менее, через пять лет он поехал с командой Сальвадора на Золотой кубок КОНКАКАФ. На этом турнире 9 февраля он сыграл свой последний матч за сборную против команды Ямайки, Сальвадор проиграл со счётом 2:0, в итоге набрав лишь одно очко на групповом этапе и покинув турнир.
В общей сложности Гонсалес сыграл за свою страну в 31 отборочном матче чемпионата мира, всего же он провёл за Сальвадор 62 игры и забил 21 гол.
| №        | Дата            | Место                                 | Соперник               | Р   | Турнир                            | Г |
| -------- | --------------- | ------------------------------------- | ---------------------- | --- | --------------------------------- | - |
| н/о      | 24 ноября 1976  | Кускатлан, Сан-Сальвадор, Сальвадор   | Индепендьенте Медельин | 4:2 | Неофициальный матч                | 1 |
| 1        | 29 апреля 1977  | ?                                     | Мексика                | 1:2 | Товарищеский матч                 | 1 |
| н/о      | 17 июня 1977    | ?                                     | Ньюэллс Олд Бойз       | 1:1 | Неофициальный матч                | 1 |
| н/о      | 19 августа 1977 | ?                                     | Тальерес Кордова       | 3:1 | Неофициальный матч                | 1 |
| 2        | 10 октября 1977 | Текнолохико, Монтеррей, Мексика       | Суринам                | 3:2 | Чемпионат наций КОНКАКАФ 1977     | 1 |
| н/о      | 11 мая 1980     | Фельо Меса, Картаго (Коста-Рика)      | Картахинес             | 2:1 | Неофициальный матч                | 1 |
| 3        | 4 июня 1980     | Флор Бланка, Сан-Сальвадор, Сальвадор | Гаити                  | 3:0 | Товарищеский матч                 | 1 |
| н/о      | 31 июля 1980    | Кемаль Стафа, Тирана, Албания         | Марафон                | 1:3 | Неофициальный матч                | 1 |
| 4        | 17 августа 1980 | Матео Флорес, Гватемала, Гватемала    | Гватемала              | 1:1 | Товарищеский матч                 | 1 |
| 5        | 24 августа 1980 | Роммель Фернандес, Панама, Панама     | Панама                 | 3:1 | Чемпионат наций КОНКАКАФ 1981 (о) | 1 |
| 6, 7     | сентябрь 1980   | Кускатлан, Сан-Сальвадор, Сальвадор   | Гватемала              | 3:2 | Товарищеский матч                 | 2 |
| 8, 9, 10 | 5 октября 1980  | Кускатлан, Сан-Сальвадор, Сальвадор   | Панама                 | 4:1 | Чемпионат наций КОНКАКАФ 1981 (о) | 3 |
| 11       | 23 ноября 1980  | Кускатлан, Сан-Сальвадор, Сальвадор   | Гондурас               | 2:1 | Чемпионат наций КОНКАКАФ 1981 (о) | 1 |
| 12       | 26 июля 1981    | Кускатлан, Сан-Сальвадор, Сальвадор   | Гаити                  | 4:0 | Товарищеский матч                 | 1 |
| н/о      | 2 августа 1981  | Кускатлан, Сан-Сальвадор, Сальвадор   | Витория Гимарайнш      | 2:1 | Неофициальный матч                | 1 |
| н/о      | 2 сентября 1981 | Кускатлан, Сан-Сальвадор, Сальвадор   | Ньюэллс Олд Бойз       | 3:2 | Неофициальный матч                | 1 |
| н/о      | 25 марта 1982   | Марио Кемпес, Кордова, Аргентина      | Тальерес Кордова       | 1:2 | Неофициальный матч                | 2 |
| 13, 14   | 18 апреля 1982  | Кускатлан, Сан-Сальвадор, Сальвадор   | Гондурас               | 3:2 | Товарищеский матч                 | 2 |
| н/о      | 9 мая 1982      | Кускатлан, Сан-Сальвадор, Сальвадор   | Университарио          | 2:2 | Неофициальный матч                | 1 |
| н/о      | 12 мая 1982     | Флор Бланка, Сан-Сальвадор, Сальвадор | Университарио          | 4:1 | Неофициальный матч                | 1 |
| н/о      | 16 мая 1982     | Флор Бланка, Сан-Сальвадор, Сальвадор | Понте-Прета            | 2:2 | Неофициальный матч                | 1 |
| 15       | 8 декабря 1991  | Кускатлан, Сан-Сальвадор, Сальвадор   | Венгрия                | 1:1 | Товарищеский матч                 | 1 |
| 16, 17   | 19 июля 1992    | Манагуа, Никарагуа                    | Никарагуа              | 5:0 | Квалификация к ЧМ-1994            | 2 |
| 18       | 23 июля 1992    | Кускатлан, Сан-Сальвадор, Сальвадор   | Никарагуа              | 5:1 | Квалификация к ЧМ-1994            | 1 |
| н/о      | 17 августа 1992 | Кускатлан, Сан-Сальвадор, Сальвадор   | Габор Шпитталь         | 2:1 | Неофициальный матч                | 1 |
| н/о      | 21 августа 1992 | ?                                     | Савильяно              | 1:1 | Неофициальный матч                | 1 |
| н/о      | 23 августа 1992 | ?                                     | Белнсаг                | 3:0 | Неофициальный матч                | 2 |
| 19       | 25 октября 1992 | Кускатлан, Сан-Сальвадор, Сальвадор   | Канада                 | 1:1 | Квалификация к ЧМ-1994            | 1 |
| 20       | 1 ноября 1992   | Кускатлан, Сан-Сальвадор, Сальвадор   | Бермудские Острова     | 4:1 | Квалификация к ЧМ-1994            | 1 |
| 21       | 2 мая 1993      | Кускатлан, Сан-Сальвадор, Сальвадор   | Канада                 | 1:2 | Квалификация к ЧМ-1994            | 1 |

вначале указывается количество мячей, забитых футболистами сборной Сальвадора.

## Стиль игры
Гонсалес играл на позиции нападающего, его сильной стороной были технические навыки, которые отмечал сам Диего Марадона и благодаря которым он завоевал уважение среди болельщиков «Кадиса». Он обладал хорошим дриблингом, владел ударом рабоной (со скрещиванием ног), а также мог пройти соперника, пробросив мяч ему между ног. Кроме того, по словам игрока «Кадиса» Кико, Махико хорошо видел поле и был яркой личностью, благодаря чему стал ключевым игроком команды. По мнению тренера «Кадиса», Давида Видаля, Гонсалес превосходил в технике Марадону.

## Статистика выступлений в Испании
| Сезон   | Клуб            | Страна  | Матчи | Голы |
| ------- | --------------- | ------- | ----- | ---- |
| 1982/83 | Кадис           | Испания | 33    | 15   |
| 1983/84 | Кадис           | Испания | 31+2  | 14+0 |
| 1984/85 | Кадис           | Испания | 11    | 1    |
| 1984/85 | Реал Вальядолид | Испания | 9+1   | 2+1  |
| 1986/87 | Кадис           | Испания | 34    | 7    |
| 1987/88 | Кадис           | Испания | 30    | 10   |
| 1988/89 | Кадис           | Испания | 33    | 8    |
| 1989/90 | Кадис           | Испания | 17    | 3    |
| 1990/91 | Кадис           | Испания | 5     | 0    |

Комментарии
1. 1 2 3 4  Кубок испанской лиги по футболу

## Достижения
ФАС
- Чемпион Сальвадора (5): 1977/78, 1978/79, 1981, 1994/95, 1995/96
- Обладатель Кубка чемпионов КОНКАКАФ (1): 1979

## Личная жизнь и годы после завершения карьеры
В июле 1989 года Гонсалес был обвинён в покушении на изнасилование 22-летней Коки Марии дель Кармен; футболист отрицал обвинения и в конечном итоге лишь заплатил компенсацию в 4 тыс. песет, хотя этот скандал негативно сказался на его игре.
В 2001 году Гонсалес участвовал в благотворительном матче «Кадиса» в помощь пострадавшим от землетрясения в Сальвадоре. 28 августа 2004 года на стадионе Гонсалеса с участием самого Махико состоялся матч между бывшими игроками Сальвадора и «Кадиса», игра закончилась со счётом 3:3. В 2006 году Диего Марадона пригласил его поучаствовать в шоубольном матче между бывшими игроками сборной Сальвадора и Аргентины. Позже он сыграл ещё два товарищеских матча: за ФАС против «Боки Хуниорс» и за сборную Сальвадора против Венгрии образца 1982 года.
После окончания карьеры футболиста Гонсалес работал ассистентом тренера «Хьюстон Динамо» в Major League Soccer. Вернувшись в Сальвадор в конце сезона, он в свободное время работал таксистом. В ноябре 2011 года, когда заканчивался второй раунд отбора КОНКАКАФ на чемпионат мира 2014 года, тренер сборной Сальвадора Рубен Исраэль пригласил его на должность своего помощника.
Махико женат на Анне Марии Гонсалес, дочери футболиста Альфредо Руано, у пары есть сын Родриго, который играл за «Атлетико Марте». У Гонсалеса также есть дети от предыдущих браков: двое детей живут в Испании и ещё одна дочь — в США.

## Признание

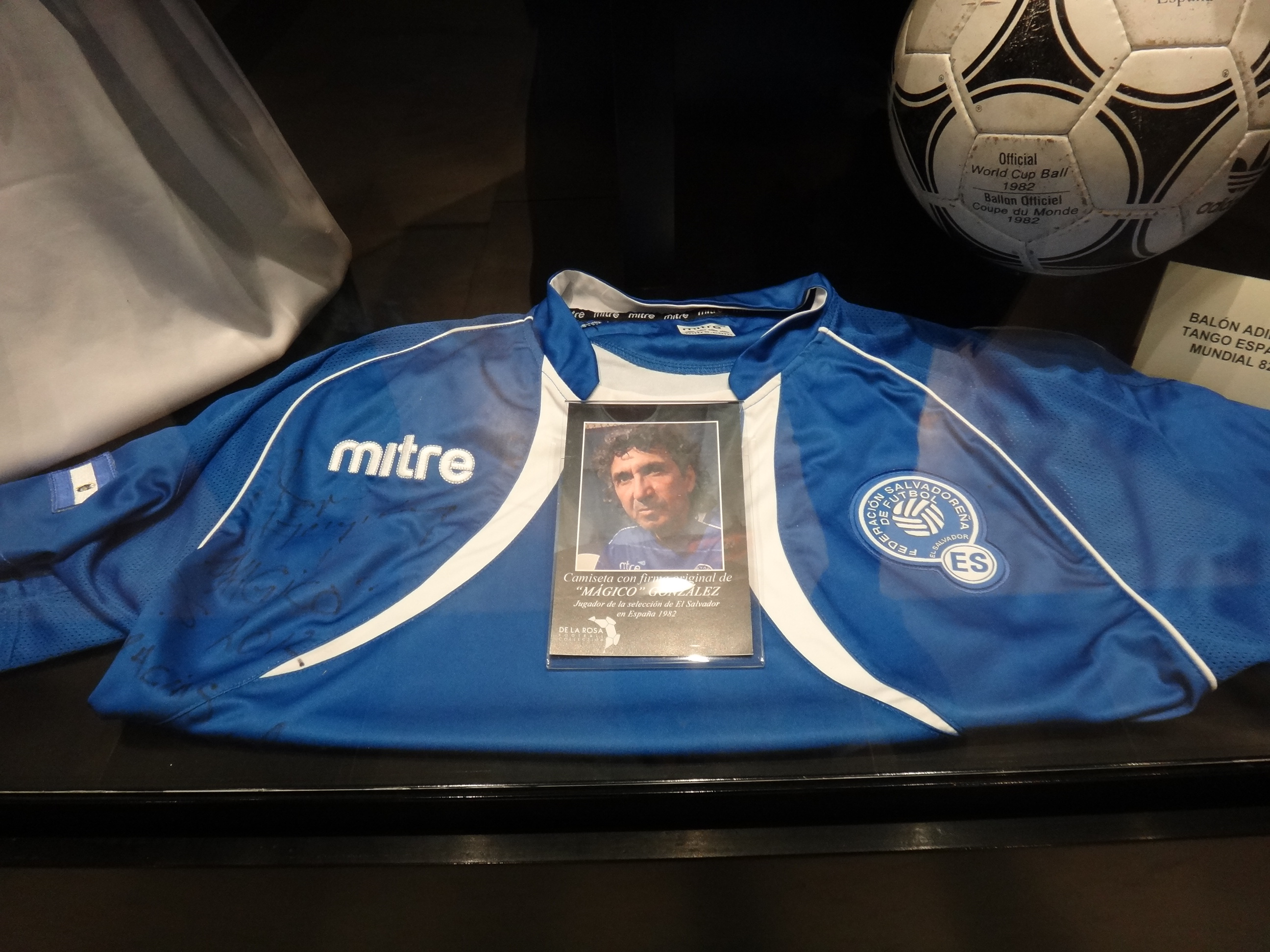
Футболка Гонсалеса в сборной Сальвадора.

В 2003 году Законодательное собрание Сальвадора присвоило Хорхе Гонсалесу награду «Заслуженный сын» (исп. Hijo Meritísimo) и переименовало столичный стадион «Флор Бланка» в Национальный стадион Хорхе «Махико» Гонсалеса. В 2003 году единогласным решением союза спортивной прессы страны он был признан «Лучшим футболистом Сальвадора всех времён».
В 2006 году сальвадорский писатель Джеовани Галеас создал пьесу, основанную на биографии Хорхе Гонсалеса, под названием «Сан-Маго, господин стадиона» (исп. San Mago, patrón del estadio).
22 апреля 2013 года Гонсалес наряду с десятью другими футболистами, среди которых были Франко Барези, Паоло Мальдини и Джордж Веа, был внесён в списки мексиканского футбольного Зала славы, церемония состоялась 12 ноября того же года. Гонсалес произнёс речь:

Это возможность … представлять центральноамериканских соседей, таких как гондурасец Гильберто Йервуд, гватемалец Оскар «Канехо» Санчес, панамец Роммель Фернандес или костариканец Эрнан Медфорд. Мы, центральноамериканцы, находимся на одном уровне … но в этом случае они избрали меня представителем Центральной Америки, горжусь быть сальвадорцем, который делает это.Оригинальный текст (исп.)Es una manera…de representar a compatriotas centroamericanos como el hondureño Gilberto Yearwood, Óscar «Coneja» Sánchez, de Guatemala, el panameño Rommel Fernández o el costarricense Hernán Medford. Somos los centroamericanos que estamos en el mismo nivel…pero en ese caso me han elegido a mí en calidad de representar a Centroamérica y orgullosamente es que sea un salvadoreño el que haga eso.